# Valmiro Lopes Rocha
Valmiro Lopes Rocha (Villablino, 23 april 1981), voetbalnaam Valdo, is een Spaans-Kaapverdisch voetballer die doorgaans als rechtsbuiten speelt. In 2015 verruilde hij Racing Santander voor Atlético de Kolkata. De ouders van Valdo zijn immigranten uit Kaapverdië.

## Clubcarrière
Valdo speelde in de jeugdelftallen van Real Madrid en het reserveteam Real Madrid Castilla. In het seizoen 2001/2002 debuteerde hij voor het eerste elftal in de Primera División. Zijn doorbraak bij de Madrileense bleef uit en in 2003 vertrok Valdo naar CA Osasuna. Met deze club behaalde de middenvelder in 2005 een vierde plaats in de eindstand van de Primera División. CA Osasuna wist zich niet te kwalificatie voor de UEFA Champions League, maar bereikte wel de halve finale van de UEFA Cup in het seizoen 2006/2007. In de zomer van 2007 verliet Valdo CA Osasuna voor RCD Espanyol. Vervolgens speelde Valdo nog voor Málaga CF, Levante UD, CF Atlante, Asteras Tripolis, voordat hij uiteindelijk tekende bij Racing Santander. Na twee maanden liet hij Santander achter zich en tekende hij in India, bij Atlético de Kolkata.